# Tori Amos
Tori Amos, född Myra Ellen Amos den 22 augusti 1963 i Newton, North Carolina, är en amerikansk sångerska, pianist och kompositör. Amos debuterade som soloartist 1992 med albumet Little Earthquakes. Hon var en förgrundare bland en rad kvinnliga singer-songwriters från tidigt 1990-tal och utmärkte sig tidig som en av få alternativa rockartister att använda piano som huvudsakligt instrument. Med sin innovativa kombination av dramatisk sång, klaverbaserade ljudlandskap och en rytmisk sväng, har Amos byggt upp en bred, hängiven publik.
Amos diskografi utgörs bland annat av 12 studioalbum, varav alla utom de två första är producerade på egen hand. Bland de mest framgångsrika låtarna finns "Crucify", "Silent All These Years", "God", "Cornflake Girl", "Caught a Lite Sneeze", "Professional Widow", "Spark", "1000 Oceans" samt "A Sorta Fairytale", hennes hittills mest framgångsrika singel i USA. 2005 hade Amos sålt 12 miljoner album världen runt. Hon har varit nominerad till åtta Grammy Awards. 1996 listade även tidskriften People henne som en av de 50 vackraste personerna (50 Most Beautiful People).
Tori Amos är vän med författaren Neil Gaiman och de har båda referat till varandra i sina verk.

## Tidigt liv
Amos föddes i Newton, North Carolina men flyttade som tvååring till Baltimore. Som barn studerade hon piano och var något av ett underbarn; redan som femåring hade hon börjat komponera instrumentala pianostycken. När hon bodde i Rockville fick hon stipendium att studera vid Peabody Conservatory of Music men slutade där vid 11 års ålder. 1972 flyttade familjen till Silver Spring, där fadern Reverend Edison Amos blev pastor i Good Shepherd-kyrkan. Vid 14 års ålder började hon spela på barer.

## Åren på Atlantic Records (1986–2001)

### Y Kant Tori Read

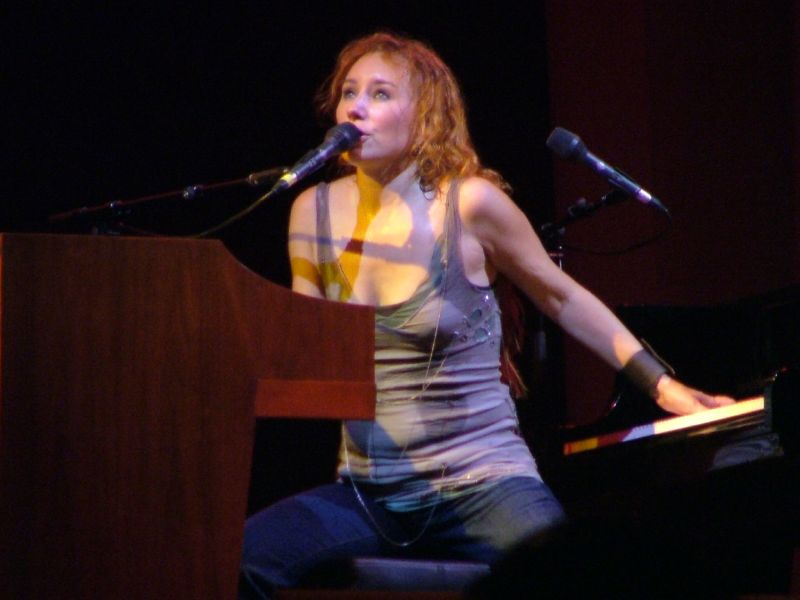
Tori Amos live, juni 2005.

1986 bildade Amos popgruppen Y Kant Tori Read, vars namn var en referens till hennes tid på Peabody Conservatory, där hon kunde ta ut låtar på piano på gehör men däremot inte läsa noter. Bandet gav ut ett självbetitlat album 1988, vilket floppade grovt och är nu en raritet. Trots producenten Joe Chiccarellis utsago om att Amos då var mycket nöjd med albumet trycks den inte längre och Amos har inte visat något intresse för att återlansera det. På omslaget poserar Amos som läderklädd domina med ett svärd; hon har själv kommenterat "You know the cover of that album? I wish the record had sounded like that. With a first album, you have to make a statement, have a clear direction, but we didn't have one."
Bandet upplöstes kort därefter och Amos började arbeta som bakgrundssångare för andra artister, däribland Stan Ridgway, Sandra Bernhard och Al Stewart. Hon spelade även in en låt kallad "Distant Storm" för filmen China O'Brien, 1990 (låtens upphov står till ett band kallat Tess Makes Good).

### Solokarriären börjar
Trots Y Kant Tori Reads nedslående var Amos enligt Atlantic Records skivkontrakt tvungen att ge ut ytterligare fem album på skivbolaget (1989 ville de ha ett nytt album i maj 1990). De tidiga inspelningarna nekades av skivbolaget, vilket Amos kände var för att albumet inte hade blivit ordentligt presenterat. Man arbetade vidare på albumet som expanderades under ledning av Doug Morris och gästades av musikerna Steve Caton, Eric Rosse, Will MacGregor, Carlo Nuccio och Dan Nebenzal. Little Earthquakes gavs ut i januari 1992 och berättar om Amos religiösa uppfostrande, sexuella uppvaknande, kampen för att etablera sin identitet och våldtäkter. Albumets singlar var "Me and a Gun", "Silent All These Years", "China", "Winter" och "Crucify".
1993 reste Amos till New Mexico med den privata och professionella partnern Eric Rosse för att skriva och till stor del spela in hennes andra album, Under the Pink. Albumet, som gavs ut i januari 1994, mötte mestadels positiv kritik och sålde i tillräckligt många exemplar för att uppnå plats 12 på Billboard 200, en betydligt högre placering än dess föregångare som hade legat 54:a på samma lista. Albumets singlar var "God", "Pretty Good Year", "Cornflake Girl" och "Past the Mission".
Det tredje albumet, Boys for Pele, gavs ut i januari 1996. Albumet spelades in i en irländsk kyrka i staden Wicklow, där Amos använde sig av kyrkans inspelningsmiljö för att skapa en barockinfluerad skiva med en mörkare och mer experimentell stil. Hon lade till cembalo, harmonium och klavikord till sin keyboards register samt tillsatte anomalier såsom en gospelkör, säckpipor, kyrkklockor och trumprogrammering. Albumet fick vid utgivningen blandad kritik, där en del kritiker hyllade dess intensitet och unikhet medan andra såg negativt på dess komparativa ogenomtränglighet. Trots albumets underliga texter och instrumentation, som höll det undan från mainstreampubliken, var Boys for Pele Amos då mest framgångsrika album, med en andra placering på både amerikanska Billboard 200 och brittiska UK Top 40.
Amos hade en stark önskan om att få ha en egen inspelningsstudio där hon kunde vara ifred från skivbolagets chefer, så man gjorde om ladugården vid hennes bostad i Cornwall till en professionell studio, kallad Martian Engineering Studios.
From the Choirgirl Hotel och To Venus and Back, utgivna i maj 1998 respektive september 1999, skiljer sig mycket från tidigare album eftersom Amos karaktäristiska akustiskt pianobaserade sound var till stora delar ersatt med arrangemang med inslag av electronica och dance. Det underliggande temat för båda albumen är kvinnlighet samt Amos egna missfall och giftermål. Kritiken för From the Choirgirl Hotel var mestadels positiv och hyllade Amos fortsatta artistiska originalitet. Även om albumet inte var hennes högsta listdebut, var det hennes försäljningsmässigt bästa över kortast tid, med 153 000 sålda exemplar under första veckan. To Venus and Back, ett dubbelalbum med studio- och livematerial inspelat från förra världsturnén, blev också varmt mottaget och innehöll den allra första digitala singeln utgiven på ett större skivbolag.

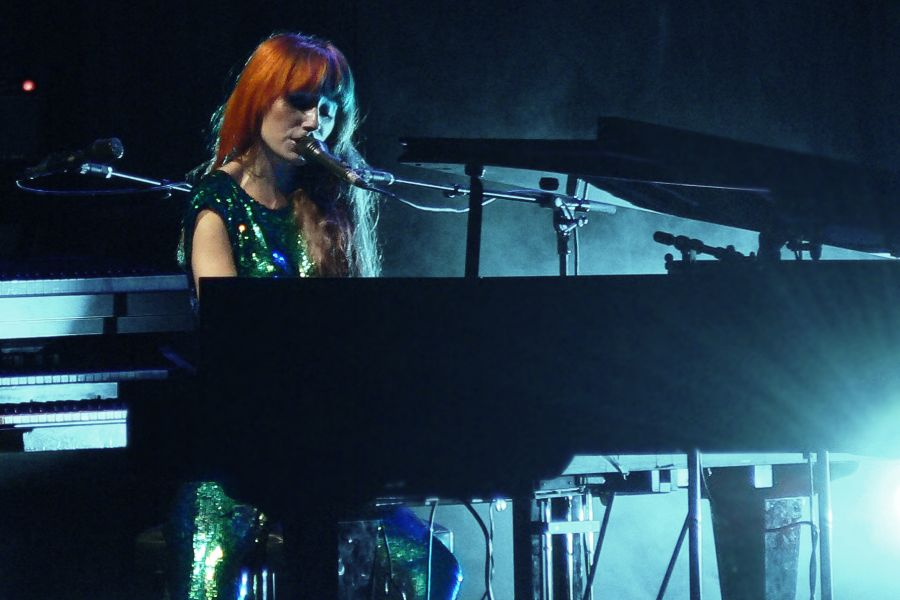
Tori Amos live, oktober 2007.

Moderskap inspirerade Amos till att producera ett coveralbum, Strange Little Girls, som utgavs i september 2001 med låtar skrivna av män om kvinnor där hon hade vänt könsrollen till en kvinnas perspektiv. Det var hennes första konceptalbum, innehållande illustrationer med bilder på Amos fotograferade i karaktär av kvinnorna som avbildades i varje låt. Amos kunde senare avslöja att albumet var ett sätt för henne att avsluta sitt kontrakt med Atlantic Records utan att ge dem några fler nyskrivna låtar; sedan 1998 hade hon känt att skivbolaget inte hade marknadsfört henne ordentligt samt hade hållit henne fast i kontraktet genom att neka till en plats hos andra skivbolag.

## Åren på Epic Records (2002–2007)

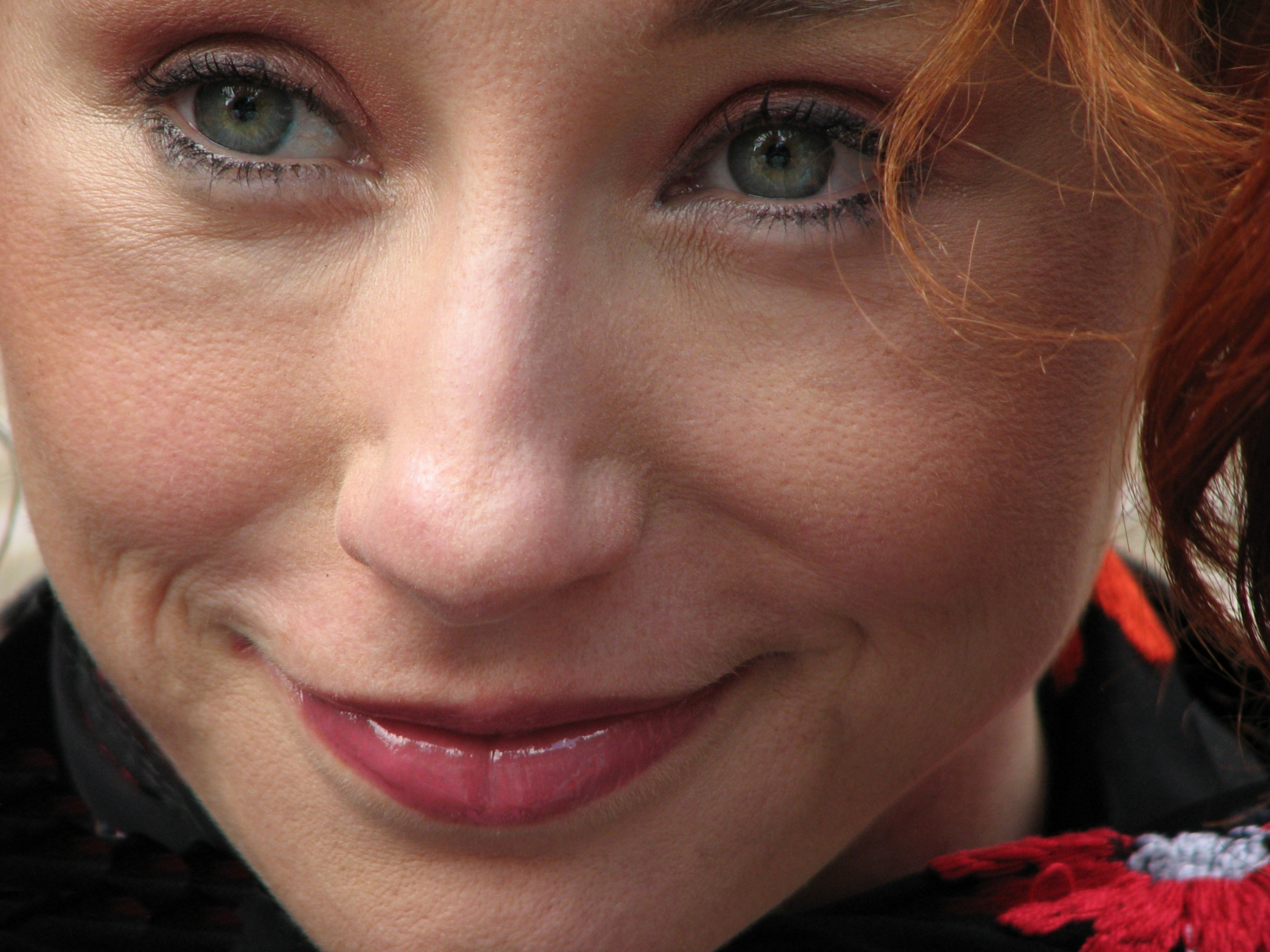
Tori Amos 2007

Med sitt 15-åriga kontrakt med Atlantic Records bakom sig, skrev Amos på ett nytt kontrakt med Epic Records i slutet av 2001. I oktober 2002 utkom det sjunde albumet, Scarlet's Walk, även det ett konceptalbum. Albumet beskrevs som en "sonic novel" (ung. ljudnovell) och utforskar Amos alter ego, Scarlet, under hennes konsertresa genom landet efter 9/11. Genom låtarna utforskar Amos ämnen som Amerikas historia, Amerikas nuvarande och ursprungliga befolkning, pornografi, masochism, homofobi och kvinnofientlighet. Albumet blev en stadig listdebut som påvisade att Amos fanskara förblev intakt genom bytet av skivbolag. Dock är Scarlet's Walk Amos hittills sista album som uppnått amerikansk guldcertifiering.
Amos gav ut ytterligare två album på skivbolaget, The Beekeeper (2005) och American Doll Posse (2007). Båda albumen fick blandad kritik, där en del kritiker menade att de var för långa. Konceptet till The Beekeeper influerades av konsten av biodling, vilket Amos såg som en källa till kvinnlig inspiration och makt. Albumet debuterade som femma på Billboard 200, vilket placerade henne i en elitgrupp av kvinnor med fem eller fler albumdebuter på US Top 10.
Under sin tid på Epic Records gav Amos också ut en retrospektiv samling kallad Tales of a Librarian (2003) genom sitt tidigare skivbolag, Atlantic Records samt dubbel-dvd:n Fade till Red (2006) med de flesta av Amos musikvideor och 4-diskboxen A Piano: The Collection, genom Rhino Records. Samlingsboxen markerade Amos 15 år som soloartist och innehöll remastrade albumspår, remixer, alternativa mixar, demos och en rad outgivna låtar. På Epic Records gav man även ut flera officiella bootlegs från två världsturnéer; The Original Bootlegs (2005) och Legs & Boots (2007).

## Åren på Universal Music (2008 och framåt)

### Universal Republic (2008–2011)
I maj 2008 meddelade Tori Amos manager John Witherspoon att Amos på grund av ekonomisk konflikt med Epic Records hade sagt upp kontraktet med skivbolaget och att hon arbetade på nya sätt att sprida sin musik genom, utan begränsningar från större skivbolag. I september samma år utkom livealbumet Live at Montreux 1991/1992, innehållande två shower från Amos tidiga karriär vid Montreux Jazz Festival i Schweiz den 3 juli 1991 och 7 juli 1992. Efter ett möte med Doug Morris, dåvarande vd för Universal Music Group, i december kontrakterades Amos av Universal Republic Records.
Abnormally Attracted to Sin släpptes i maj 2009 och var Amos tionde album och hennes första utgivet på Universal Republic. Det följdes upp av julalbumet Midwinter Graces i november året därpå. 

### Deutsche Grammophon (2011–nuvarande)
I september 2011 släppte Amos sitt första klassiska album, Night of Hunters. Det uppnådde plats 24 i USA.

## Aktivism
I juni 1994 bildade Amos tillsammans med Scott Berkowitz Rape, Abuse & Incest National Network (RAINN), en organisation emot sexuella övergrepp.

## Privatliv
1998 gifte sig Amos med sin ljudtekniker Mark Hawley. År 2000 födde hon en dotter, Natashya.

## Diskografi
Studioalbum
- 1992 – Little Earthquakes
- 1994 – Under the Pink
- 1996 – Boys for Pele
- 1998 – From the Choirgirl Hotel
- 1999 – To Venus and Back
- 2001 – Strange Little Girls
- 2002 – Scarlet's Walk
- 2005 – The Beekeeper
- 2007 – American Doll Posse
- 2009 – Abnormally Attracted to Sin
- 2009 – Midwinter Graces
- 2011 – Night of Hunters
- 2012 – Gold Dust
- 2014 – Unrepentant Geraldines
- 2017 – Native Invader
- 2021 – Ocean to Ocean
- 2025 – The Music of Tori and the Muses

Studioalbum med Y Kant Tori Read
- 1988 – Y Kant Tori Read

### Webbkällor
Den här artikeln är helt eller delvis baserad på material från engelskspråkiga Wikipedia, tidigare version.

### Trycka källor
- Amos, Tori; Powers, Ann (2005). Piece by Piece. Broadway Books. ISBN 0-7679-1676-X.